# Igreja Matriz de Cacela-Velha
A Igreja Matriz de Cacela-Velha, também referida como Igreja Paroquial de Cacela Velha e Igreja de Nossa Senhora da Assunção, localiza-se em Vila Nova de Cacela, no município de Vila Real de Santo António, no Distrito de Faro, em Portugal.
A actual Igreja Matriz de Cacela-Velha foi edificada em 1518 sobre as ruínas da primitiva construção medieval, dos fins do século XIII, da qual conserva uma pequena porta lateral ogival, virada a norte. Fortemente danificada pelo terramoto de 1755, foi reconstruída em 1795.
O pórtico principal, de estilo renascença, tem esculpidos em relevo os bustos de S. Pedro e S. Paulo. As duas pilastras laterais são ornadas de carrancas, machados, tridentes, cabeças de anjos, dragões, arcos e aljavas.
No interior, as três naves são separadas por arcos de pedra, ogivais, apoiados em colunas de 1,70m de altura, com bases e capitéis oitavados, ornados por hemisférios[[ ou cordas. Do recheio destacam-se a grade de ferro, decorada com figuras nas extremidades: em cima, S. José; à direita, [[]Nossa Senhora]]; à esquerda, S. João Evangelista, e, em baixo, Santa Maria Madalena.
A igreja ocupa uma posição invejável, desfrutando-se do seu adro um amplo panorama sobre a ria Formosa a seus pés e estendendo-se a perder de vista para poente.

## Galeria
- Arcos ogivais
- Capela lateral
- Altar-mor